# 104-та піхотна дивізія (Третій Рейх)
104-та піхотна дивізія (Третій Рейх) (нім. 104. Infanterie-Division) — піхотна дивізія Вермахту за часів Другої світової війни.

## Історія
6 серпня 1942 була створена основа даного підрозділу — 704-та піхотна дивізія, яка дислокувалася в Сербії. Дивізія була створена в період 15-ї хвилі мобілізації. З 1941 по 1943 — під командуванням гауляйтера Сербії, дивізія подавляла виступи сербських антифашистів.
1 квітня 1943 дивізія була переоснащена гірським озброєнням й стала класифікуватися як єгерська дивізія. Вона була включена в склад групи армій «E», яка вела бойові дії на Балканах (зокрема в Греції). В липні 1943 року дивізія була перекинута в Грецію, для придушення антифашистських виступів. У вересні 1943 року, дивізія скоїла найбільший воєнний злочин на території Греції — 21-23 вересня в Кефалінії німці влаштували розправу над п'ятьма тисячами італійських солдатів 33-ї піхотної дивізії «Acqui», що перейшли на сторону антигітлерівської коаліції. У вересні 1944 року дивізія терміново покинула Грецію і повернулася до Югославії, пройшовши з боями через Македонію і Косово, південно-західну Сербію і східну Боснію. У Сербії вступила в бої з радянськими військами, а також сербськими і хорватськими антифашистами.
У травні 1945 року велика частина дивізії, дислокована в Цельє, здалася в полон югославам. Командир дивізії, Хартвіг фон Людігер, 5 травня 1947 був розстріляний за вироком Югославського трибуналу як воєнний злочинець.

## Структура дивізії
| 704-та піхотна дивізія     | 104-та єгерська дивізія    |
| -------------------------- | -------------------------- |
| 724-й піхотний полк        | 724-й єгерський полк       |
| 734-й піхотний полк        | 734-й єгерський полк       |
| 654-й артилерійський загін | 654-й артилерійський загін |
| 704-та рота велосипедистів | 104-й розвідувальний загін |
| —                          | 104-й протитанковий загін  |
| 704-й саперний батальйон   | 104-й саперний батальйон   |
| 704-й загін зв'язківців    | 104-й загін зв'язківців    |
| 704-й загін резерву        | 104-й загін резерву        |

## Командири
704-та піхотна дивізія
- 22 квітня 1941: генерал-майор Генріх Боровскі
- 15 серпня 1942: генерал-лейтенант Ганс Юппе
- 20 лютого 1943: полковник Гартвіг фон Людвігер

104-та єгерська дивізія
- 1 квітня 1943: генерал-лейтенант Гартвіг фон Людвігер
- 29 квітня 1945: генерал-лейтенант Фрідріх Штефан